# Clase Taigei
La clase Taigei es un grupo de submarinos de ataque diésel-eléctricos en construcción para la Fuerza Marítima de Autodefensa de Japón (JMSDF).

## Desarrollo
Japón tiene como vecinos a China y Rusia, que están reforzando sus flotas de submarinos nucleares. Además Corea del Norte también quiere contar con submarinos nucleares equipados con misiles de crucero con un alcance de más de 1.500 km que puedan alcanzar el archipiélago japonés. Por último la posibilidad de una crisis en el estrecho de Taiwán se hace cada vez más real. Por todo ello se han amplíado las misiones operativas y las zonas marítimas que deben asumir los buques de superficie y los submarinos de la armada de Japón.
Asi el desarrollo de un submarino de una nueva clase de submarino que hiciera frente a todas esas amenazas era un imperativo. Además por primera vez desde 1945 se exige a la nueva clase de submarinos contar con capacidades de contraataque, lo que incluye la posibilidad de atacar territorio enemigo.
La flota submarina japonesa se encuentra entre las mejores del mundo y por ley cuenta con 22 submarinos autorizados. Normalmente Japón lanza una nueva clase de submarinos cada 20 años, con un diseño basado en las lecciones aprendidas para así mejorarnen cada nueva clase el diseño de clases anteriores. Estos submarinos se basan en la clase Soryu, que era a su vez un desarrollo de la clase Oyashio anterior. Las dos clases componían la flota cuando se diseñó el nuevo submarino que acabó siendo la clase Taigei. Si la ventaja de los submarinos nucleares respecto a los SSK es su autonomía esta no es esencial en caso de estrategia de defensa en los mares cercanos como es el caso de Japón.
El gobierno japonés ordenó la construcción de cuatro submarinos adicionales a los primeros dos (Taigei y Hakugei). Las naves son construidas por Mitsubishi Heavy Industries y Kawasaki Heavy Industries, en Kōbe.
En caso de que hubiera una crisis con China se cree que el papel de la armada de Japón sería el control de los cuellos de botella por los que ha de pasar la marina china. Los submarinos japoneses se apostarían en la cadena de islas Nansei que se extienden desde Kyushu hasta el norte de Taiwán. El bloqueo de los submarinos japoneses obligaría a los submarinos chinos a moverse por el Mar de China Oriental, donde la US Navy podría jugar con ventaja. Si la realidad sería así habría que verlo ya que La mayoría de los submarinos chinos son convencionales, lo que podría indicar una estrategia china de negación del acceso a su zona inmediata. También es una incógnita el impacto que tendrán en la estrategia japonesa los vehículos submarinos no tripulados extragrandes XLUUV que realizarán algunas de las misiones encomendadas a los submarinos de ataque chinos.
La flota de submarinos de China es lo que más preocupa a las marinas occidentales. Se estima que China opera 57 submarinos diesel-eléctricos SSK y 6 submarinos de ataque nuclear SSN. Se cree que la flota en 2030 podría ampliarse hasta 70 submarinos SSK y unos 12-15 SSN. Japón enfocó desde la guerra fria su armada (submarinos, barcos y aviones) para la guerra antisubmarina. En caso de guerra se cree los japoneses juntos a las fuerzas aliadas seguirían una estrategia para enfrentar los submarinos chinis mediante una campaña de ofensiva activa, que incluiría ataques aéreos directos y con misiles contra las bases de submarinos, astilleros y fábricas de torpedos. Mientras los submarinos japoneses minarían los puertos chinos. Además los barcos, submarinos y aviones japoneses tratarían de bloquear en la primera cadena de islas a los submarinos chinos que salgan de puerto. Finalmente, Tokio y sus aliados realiazarian en alta mar la caza y destrucción de los submarinos chinos que pasarán la zona de bloqueo. Además barcos, submarinos y aviones japoneses y aliados deberían escoltar a los barcos aliados para protegerse de los ataques de los submarinos chinos.
Para llevar a cabo está estrategia la flota japonesa está mejorando sus capacidades. Se incorpora la nueva clase de submarinos Taigei y se modifican los portahelicópteros de la clase Izumo para ayudar a proteger a las flotillas antisubmarinas de un contraataque chino.

## Diseño
Está clase de submarino tiene una dotación de unos 70 tripulantes. En cuya medidas tienen una eslora total de 84 m., una manga de 9,1 m., un calado de 10,4 m.. Su desplazamiento estándar es de unas 3.000 toneladas, siendo ligeramente mayor que sus oredecesores de la clase Soryu, que tienen la misma eslora y manga, pero un cuentan con 10,3 m. de calado y un desplazamiento estándar de 2.950 toneladas.
La clase Taigei dispone por primera vez de compartimentos exclusivos para mujeres, como un espacio para hasta seis mujeres.
El Taigei tiene baterías de ion de litio en lugar de baterías de plomo y ácido con AIP, sonar actualizado, materiales absorbentes acústicos, suelo flotante y contramedidas antitorpedos.
Su timón con forma de equis (X) permite mayor performance a la nave.
Se cree que los submarinos podrían incorporar la tecnología de chorro de bomba para la propulsión.

## Características
Submarino de 3000 t de desplazamiento, 84 m de eslora, 9,1 m de manga y 10,4 m de calado; propulsión diésel-eléctrica (2 motores diésel y 1 motor eléctrico) y armamento de seis tubos lanzatorpedos de 533 mm.
Cada submarino cuesta alrededor de 600 millones de dólares). En cuanto a propulsión cuentan con un motor diésel-eléctrico que genera una potencia al eje de 6.000 CV. Su velocidad oficial máxima en inmersión es de 20 nudos. Los primeros submarinos de la clase contaban con motores diésel Kawasaki 12V 25/25SB. Luego se adoptaron los nuevos motores Kawasaki 12V 25/31, que ofrecen una mayor potencia. Los submarinos cuentan con un sistema de snorkel rediseñado, mejorando la eficiencia en la generación de energía.
Los submarinos de la clase Taigei están equipados con baterías de ion-litio en lugar de las clásicas de plomo-ácido. Japón investigó durante años y ensayó la solución en los dos últimos submarinos de la anterior clase Soryu.
Cada submarino está equipado con un mástil Optronico y un radar ZPS-6F. Además está equipados con equipos de sonar Hughes ZQQ-7 colocados en la proa y los flancos que se complementan con un sonar remolcado capaz de detectar barcos a una distancia de 37 millas náuticas.
En cuanto a equipos se emplea el mismo sistema de contramedidas de torpedos quelos cuatro últimos submarinos de la clase Soryu. En cuanto a armamento cuenta con el torpedo más moderno de Japón, el Tipo 18 que ha reemplazado al Tipo 89. El Tipo 18 introduce  mejoras en propulsión, detección de objetivos y el procesamiento de datos. Además los submarinos van armados con el misil antibuque UGM-84L Harpoon Block II, cuyo alcance de 248 km. fue objeto de debate en Tokio ya que podría ser ilegal de acuerdo a la misión de autodefensa de las fuerzas armadas. Japón solicitó en 2015 la compra de 48 misiles UGM-84L Block II para complementar sus misiles UGM-84C y RGM-84C.
A los retos iniciales de dar capacidad disuasoria frente a China se unió en los últimos años el poder enfrentar la amenaza submarina norcoreana. Los submarinos japoneses podrían tener que operar en aguas norcoreanas rastreando sus submarinos portadores de armas nucleares.
Japón ha hecho público que quiere contar con submarinos equipados con un Sistema de Lanzamiento Vertical (VLS) de misiles crucero. En las discusiones del presupuesto de 2023 se hizo pública la intención de armar los submarinos japoneses con misiles de crucero, por lo cual es muy posible que de decida equipar algunos submarinos con sistemas verticales de lanzamiento de misiles de crucero. Es conocido que la clase Taigei tiene difícil embarcar el VLS debido al tamaño de su casco y a su limitado suministro de energía, aunque a partir del cuarto buque se están instalando nuevos motores diésel de alta potencia y equipos relacionados. De todos modos KHI presentó un proyecto de la próxima clase de submarino japonés que parece si estaría preparado para operar con VLS y misiles Tomahawk o su equivalente japonés, actualmente en desarrollo.

## Unidades
| Nombre  | Número | Constructor | Puesta de quilla    | Botado                | Asignado            |
| ------- | ------ | ----------- | ------------------- | --------------------- | ------------------- |
| Taigei  | SS-513 | Mitsubishi  | 16 de marzo de 2018 | 14 de octubre de 2020 | 9 de marzo de 2022  |
| Hakugei | SS-514 | Kawasaki    | 25 de enero de 2019 | 14 de octubre de 2021 | 20 de marzo de 2023 |
| Jingei  | SS-515 | Mitsubishi  | 24 de abril de 2020 | 12 de octubre de 2022 | (marzo de 2024)     |
| Raigei  | SS-516 | Mitsubishi  | 26 de marzo de 2021 | (2023)                | (marzo de 2025)     |
| SS-517  | SS-517 | Kawasaki    | (2022)              | (2024)                | (marzo de 2026)     |